# Suzuki RG 500 Gamma
La RG 500 Gamma est un modèle de moto du constructeur japonais Suzuki.
C'est la gagnante du championnat du monde 1976 du pilote Barry Sheene, championne du monde en 1977, toujours avec Barry Sheene, et successivement en 1981 avec Marco Lucchinelli et en 1982 avec Franco Uncini.
Elle utilise un moteur 4-cylindres en carré, à 2-temps, à distributeurs rotatifs, de 500 cm3 à refroidissement par eau.

## Liste de modèles
- 1974 XR 14 usine, 90 ch, 10 500 tr/min
- 1975 XR 14 usine
- 1976 XR 22 usine, 114 ch, 11 000 tr/min / RGA client
- 1977 XR 22 usine/RGA client
- 1978 XR 27 usine, 122 ch, 11 000 tr/min / RGA client
- 1979 XR 34 usine, 124 ch, 11 000 tr/min / RGB client
- 1980 XR 34 usine, 125 ch, 10 800 tr/min / RGB client
- 1981 XR 35 Gamma usine, 130 ch
- 1982 XR 40 Gamma usine
- 1983 XR 45 Gamma usine, 132 ch, 11 000 tr/min
- 1984 XR 45 Gamma
- 1985 XR 70 Gamma
- 1986 XR 70/50 Gamma